# Philippe Lebon
Philippe Lebon (o le Bon), llamado de Humbersin (Brachay, 29 de mayo de 1767 - París, 1 de diciembre de 1804), fue un ingeniero y químico francés  que realizó investigaciones para la obtención industrializada y el uso de gas de madera, ideando sistemas de distribución para iluminación y calefacción. Inventó la lámpara de gas, e ideó un motor del mismo combustible precursor de la futura máquina de vapor. Murió asesinado en 1804.

## Vida y obra
Fue alumno de la École nationale des ponts et chaussées de París, donde más adelante ejercería como profesor de mecánica. En 1786, mientras aún estudiaba, investigaba con gases obtenidos de la destilación de la madera y del carbón.

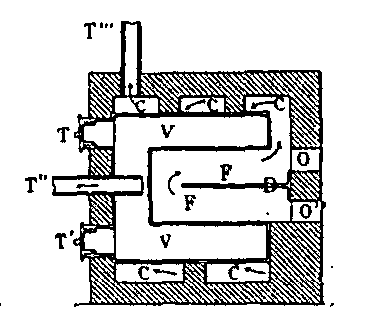
La "termolámpara" de Lebon, desde su patente (1799 y 1801).

El 28 de septiembre de 1799 obtuvo la patente de una "termolámpara", para obtener iluminación mediante gas. Se dice que se basó en el uso que los habitantes de la zona del mar Caspio daban a los gases que emanaban de las primeras explotaciones petrolíferas de la zona. Su intención era producir gas de madera industrialmente y distribuirlo por la ciudad mediante canalizaciones para conseguir alumbrado público. Por aquel entonces las calles eran oscuras y las casas se alumbraban mediante velas, antorchas y lámparas de aceite.
El gas que producía era bastante deficiente, ya que además de hidrógeno contenía metano y monóxido de carbono, produciendo mal olor en la combustión. Tal vez por esto sus demostraciones no llamaron mucho la atención en Francia, aunque si lo hizo en Inglaterra, donde usaban lámparas de aceite de pescado para la iluminación, con peor olor. Puso en marcha pequeños sistemas domésticos de alumbrado y calefacción que le hicieron popular.
En 1801 había presentado una patente para un motor de gas con bomba de combustible, e inflamado por un dispositivo eléctrico, pero falleció antes de poder desarrollar correctamente su invención.
Murió asesinado en circunstancias poco claras el 1 de diciembre de 1804.
Se encuentra enterrado en el cementerio del Père-Lachaise.[cita requerida]

## Su relevo
Lebon no llegó a poner en práctica la iluminación pública mediante su invento, pero Frederick Albert Winsor, quien se había interesado por la patente de Lebon, siguió mejorando la obtención de gas mediante hulla, consiguiendo iluminar en 1807 uno de los lados de la calle Pall Mall de Londres.